# Capilla de San Miguel (Coímbra)

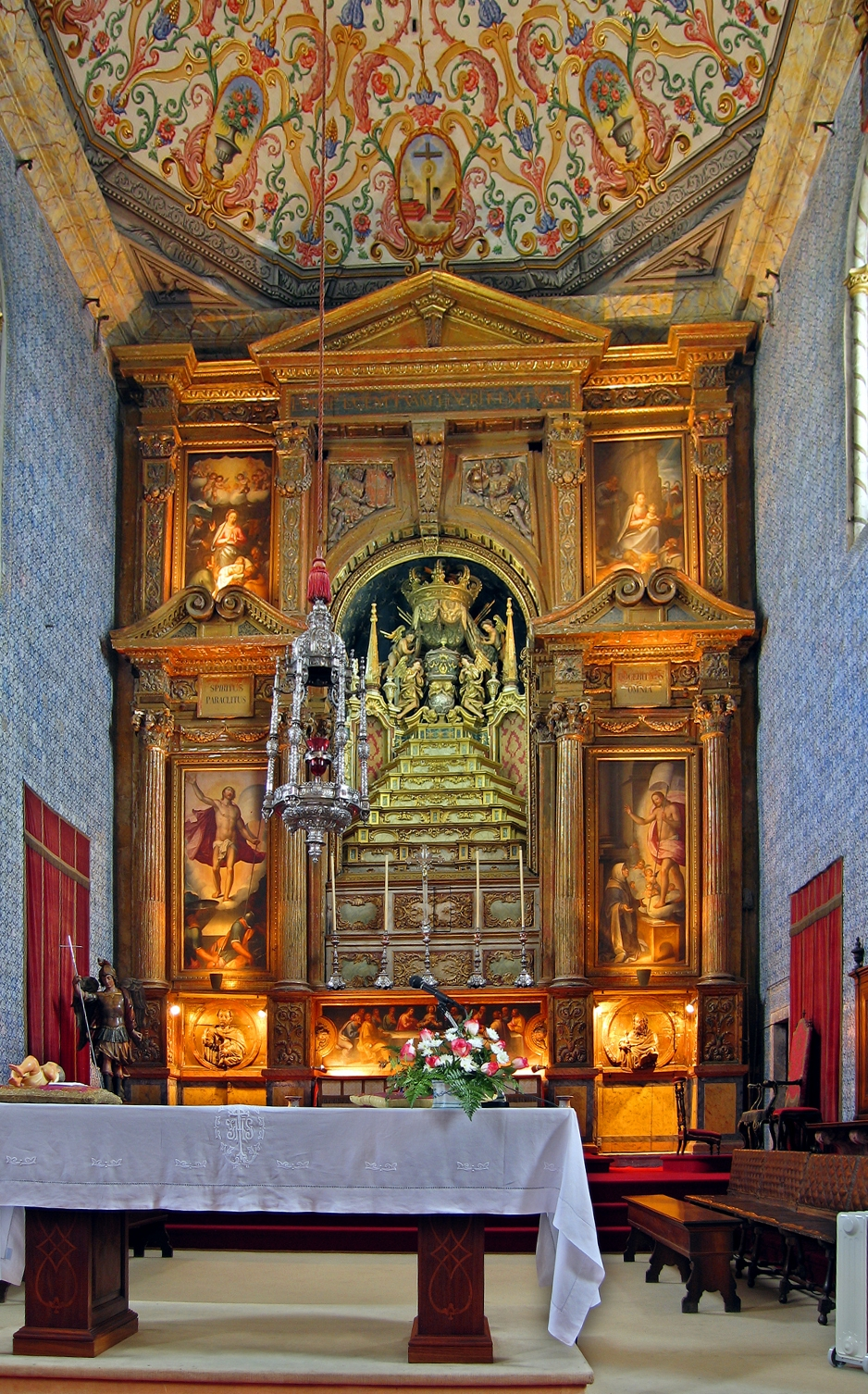
El altar de la capilla de San Miguel.

La capilla de San Miguel (portugués, Capela de São Miguel) es la capilla de la Universidad de Coímbra. Los planos de la capilla se realizaron y ejecutaron en el primer cuarto del siglo XVI, por Marco Pires, aunque la obra fue completada paulatinamente durante los siglos XVII y XVIII; entre 1733 y 1738, le fue añadida un grandioso órgano barroco, que fue ornamentado con pintura por Gabriel Ferreira da Cunha, al estilo chinoiserie. Los azulejos que cubren la nave y el presbiterio datan del siglo XVII. La imagen de Santa Catarina en el nicho de la derecha del arco es del escultor Fray Cipriano da Cruz.